# Thymus baeticus
Thymus baeticus es una especie de plantas de la familia de las lamiáceas.

## Descripción
Tallos sufrútice que alcanzan un tamaño de 15-50 cm de altura, generalmente erectos, pubescentes. Hojas de 4-7 x 0,6-2 mm, lineares o linear-lanceoladas, revolutas, ciliadas en la base, densamente pelosas con pelos cortos retrorsos. Las inflorescencias densas, capituliformes. Brácteas de 4-6 x 1,3-2,5 mm, elípticas, ciliadas. Cáliz de 3-3,5 mm, densamente peloso, con tubo corto y dientes superiores ciliados. Corola crema o blanca. Tiene un número de cromosomas de 2n = 58, 60. Florece de mayo a junio.

## Distribución y hábitat
En matorrales, en calizas, dolomías cristalinas, arenas dolomíticas, suelos pedregosos y yesos, a veces también en areniscas, pizarras o esquistos; a una altitud de 30-1300 metros en el sur de España, donde se distribuye por el litoral gaditano y Grazalema.

## Taxonomía
Thymus baeticus fue descrita por  Boiss. ex Lacaita y publicado en Cavanillesia 3: 42 (1930)
Etimología
Ver: Thymus
baeticus: epíteto geográfico que alude a su localización en la Bética.
Sinonimia
- Thymus erianthus (Boiss.) Pau ex Ceballos & Vicioso
- Thymus hirtus var. capitatus Boiss.
- Thymus hirtus var. erianthus Boiss.[3]